# Blackbird (비틀즈의 노래)
〈Blackbird〉는 1968년 발매된 비틀즈의 음반 《The Beatles》에 수록된 곡이고, 폴 매카트니의 솔로 활동으로 공연되었다. 이 곡은 비록 레논-매카트니로 알려져 있지만 매카트니가 작곡했다. 매카트니는 이 곡의 가사가 1960년대 미국의 불행한 인종 관계뿐만 아니라 인도의 리시케시의 블랙버드의 부름을 듣고 영감을 받았다고 말했다.

## 배경 및 작업
60년대로 돌아가보자면, 민권과 관련해 많은 문제가 있었습니다. 특히 리틀록에서 말이에요. (중략)  어려움을 겪고 있는 사람들에게 간다면 조금이나마 도움이 될 수 있는 노래를 쓰고 싶도록 만들었습니다. 그리고 이것이 바로 그 곡입니다. [〈Blackbird〉를 연주한다]

〈Blackbird〉는 작곡란에 레논-매카트니로 표기되어 있으나, 존 레논과 폴 매카트니 모두 매카트니가 혼자 쓴 곡이라고 설명했다. 레논은 인터뷰에서 가사 중 "take these broken wings and learn to fly"를 자신이 만들어 폴에게 준 것이라고 언급하였으나, 매카트니는 이를 인정하지 않았다.

## 이후 및 영향
NME는 2014년 역사상 가장 뛰어난 곡 68위로 〈Blackbird〉를 선정하였으며, 음악가들이 선정한 순위에는 5위에 올라가 있다. 가장 위대한 비틀즈의 노래라는 주제에서 페이스트, NME, USA 투데이, 엔터테인먼트 위클리, 벌처, 얼티메이트 클래식 록, 롤링 스톤, 업록스는 각각 2위, 7위, 16위, 18위, 31위, 33위, 38위, 73위에 위치시켰다. 파 아웃 매거진은 매카트니가 비틀즈 활동 당시 만든 노래 중 4위로 뽑았고, 인디펜던트지는 《The Beatles》의 수록곡의 순위를 매기는 글에서 〈Blackbird〉를 5위로 선정했다.
크로스비, 스틸스 & 내시의 그레이엄 내시는 "매카트니가 〈Blackbird〉를 부르는 것을 들었을 때, 우리는 뒤집혔고 바로 그것을 배웠다. 그 노래는 마치 우리 3인조를 위한 노래 같았다"며, 그룹의 첫 번째 정규 음반 《Crosby, Stills & Nash》에 〈Blackbird〉를 수록하는 것이 고려되기도 했다고 밝혔다.

### 커버 및 사용
2008년, 영국의 인디펜던트는 〈Blackbird〉가 8번째로 많이 커버된 곡이라는 사실을 공개했다. 크로스비, 스틸스 & 내시는 우드스톡 페스티벌에서 〈Blackbird〉를 공연했다. 비틀즈의 노래로만 채워진 영화 아이 엠 샘의 사운드트랙에서는 세라 매클라클런이 노래를 불렀다. 제88회 아카데미상에서 푸 파이터스의 데이브 그롤은 추모 공연에서 〈Blackbird〉를 공연하였다. 그레이트풀 데드는 1988년 여름 콘서트 투어에서 앙코르로 몇 차례 〈Blackbird〉를 불렀다. 2016년, 존 배티스트는 레이트 쇼 위드 스티븐 콜베어의 촬영장이자 1964년 비틀즈가 에드 설리번 쇼에서 공연을 펼쳤던 에드 설리번 극장에서 피아노로 편곡한 〈Blackbird〉를 연주하였다.
잉글랜드의 음악가 제이콥 콜리어는 노래 〈Serendipity〉에 〈Blackbird〉를 샘플링하였으며, 스코틀랜드 밴드 더 워터보이즈는 밴 모리슨의 노래 〈Sweet Thing〉를 커버할 때 〈Blackbird〉의 가사를 일부 사용하였다. 미국의 의학 드라마 ER의 시즌1 24화인 "Motherhood"에서 캐슬린 윌호이트가 〈Blackbird〉를 불렀다. 쿠엔틴 타란티노가 감독을 맡은 에피소드로, 윌호이트가 분한 클로이가 분만 도중 태어날 자식을 위해 노래를 부르는 장면으로 연출되었다. 넷플릭스가 제작한 애니메이션 비트 벅스(영어: Beat Bugs)에 사용되었다.

## 참여자
크레딧은 이언 맥도널드의 책에서 발췌하였다.
- 폴 매카트니 – 리드 보컬, 통기타, 테이프 루프, 발 구르는 소리

## 인증
| 국가                               | 인증 | 판매량/출하량 |
| ---------------------------------- | ---- | ------------- |
| 영국 (BPI)                         | 실버 | 200,000       |
| 미국 디지털 판매량                 | —    | 506,630       |
| 판매량+스트리밍을 기반으로 한 인증 |      |               |

### 참고 문헌
- 베리, 마일스 (1997년). 《Paul McCartney: Many Years from Now》. 뉴욕: 헨리 홀트. ISBN 0-8050-5249-6. (가입 필요).
- 셰프, 데이비드 (2000년) [1981년].  골슨, G. 베리, 편집. 《All We Are Saying: The Last Major Interview with John Lennon and Yoko Ono》. 뉴욕: 세인트 마틴스 그리핀. ISBN 0-312-25464-4. (가입 필요).
- 짐머, 데이브 (2008년). 《Crosby, Stills & Nash: The Biography》. 케임브리지: 다 카포. ISBN 978-0-306-81615-4. (가입 필요).
- 짐머, 데이브, 편집. (2004년). 《4 Way Street: The Crosby, Stills, Nash & Young Reader》. 케임브리지: 다 카포. ISBN 0-306-81277-0. (가입 필요).
- 맥도널드, 이언 (1998년). 《Revolution in the Head: The Beatles' Records and the Sixties》. 런던: 피밀코. ISBN 978-0-7126-6697-8. (가입 필요).
- 트래거, 올리버 (1997년). 《The American Book of the Dead: The Definitive Grateful Dead Encyclopedia》. 뉴욕: 사이먼 & 슈스터. ISBN 978-0-684-81402-5. (가입 필요).